# ربکا نایت
ربکا نایت (انگلیسی: Rebecca Night؛ زادهٔ ۱۳ ژوئیهٔ ۱۹۸۵) هنرپیشه اهل بریتانیا است.
ربکا نایت تاکنون نقش‌های متنوعی از جمله نقش «کاترین لینتون» در سریال تلویزیونی بلندی‌های بادگیر همراه با تام هاردی، نقش «سارا جونز» در فیلم تعلیق کفر اثر مایک فیگیس و در سریال تلویزیونی «کمیسر ژول مگره»، همراه با روان اتکینسون بازی کرده است. ربکا در نقش «فانی هیل» در فیلم ساخته شده توسط «بی‌بی‌سی ۴» به کارگردانی جیمز هاوز بازی کرده است.